# Oberea rotundipennis
Oberea rotundipennis là một loài bọ cánh cứng trong họ Cerambycidae.